# 寇慎
寇慎（1577年—1669年），字永修，號禮亭，陝西西安府耀州同官縣人，明朝政治人物。

## 生平
萬曆三十四年（1606年）丙午科陝西鄉試舉人，四十四年（1616年）丙辰科進士。授刑部浙江司主事，改工部營繕司主事，升員外郎，升工部虞衡司郎中。天啟六年（1626年）出為蘇州府知府，三月發生魏忠賢派人逮捕周順昌而引發的民亂（開讀之變），經其調解最終平息此事。崇禎元年（1628年）補廣平府知府，升山西按察司副使、兵備昌平，降山西按察司僉事、分巡冀寧，遷山西布政使司參議、分巡朔州，後致仕歸鄉，家居三十年而閉門著作。

## 著作
著有《四書酌言》、《歷史匯》、《山居日記》等書。